# Imperial Bank of Canada
O Imperial Bank of Canada era um banco canadense com sede em Toronto, Ontário, no final do século XIX e início do século XX.

## História
Fundado em 1873 como Imperial Bank em Toronto por Henry Stark Howland, ex-vice-presidente do Canadian Bank of Commerce. O banco se tornou o Imperial Bank of Canada em 1874.
Em 1875, o presidente do Banco Imperial do Canadá foi H.S. Howland, fundador do Banco Imperial original. O banco tinha um capital de US$ 1.000.000 e a sede ficava na Wellington Street, em Toronto, Ontário.
As filiais do Banco Imperial do Canadá expandiram-se para além de Toronto e foram encontradas em St. Catharines, Ingersoll, Welland e Port Colborne.
Em 1875, fundiu-se com o Niagara District Bank, que havia sido fretado em 19 de maio de 1855 em Montreal.
Embora George Albertus Cox tenha se tornado presidente do banco em 1890, Howland permaneceu no banco até sua morte em 1902. Cox permaneceu Presidente até 1906. Daniel Robert Wilkie sucedeu Cox como presidente do Banco Imperial do Canadá e morreu como presidente em 1914.
O Imperial Bank of Canada adquiriu o Weyburn Security Bank em 1931 e o Barclays Bank (Canadá) em 1956.
Fundiu-se com o Banco de Comércio Canadense em 1961 para formar o Banco de Comércio Imperial Canadense.

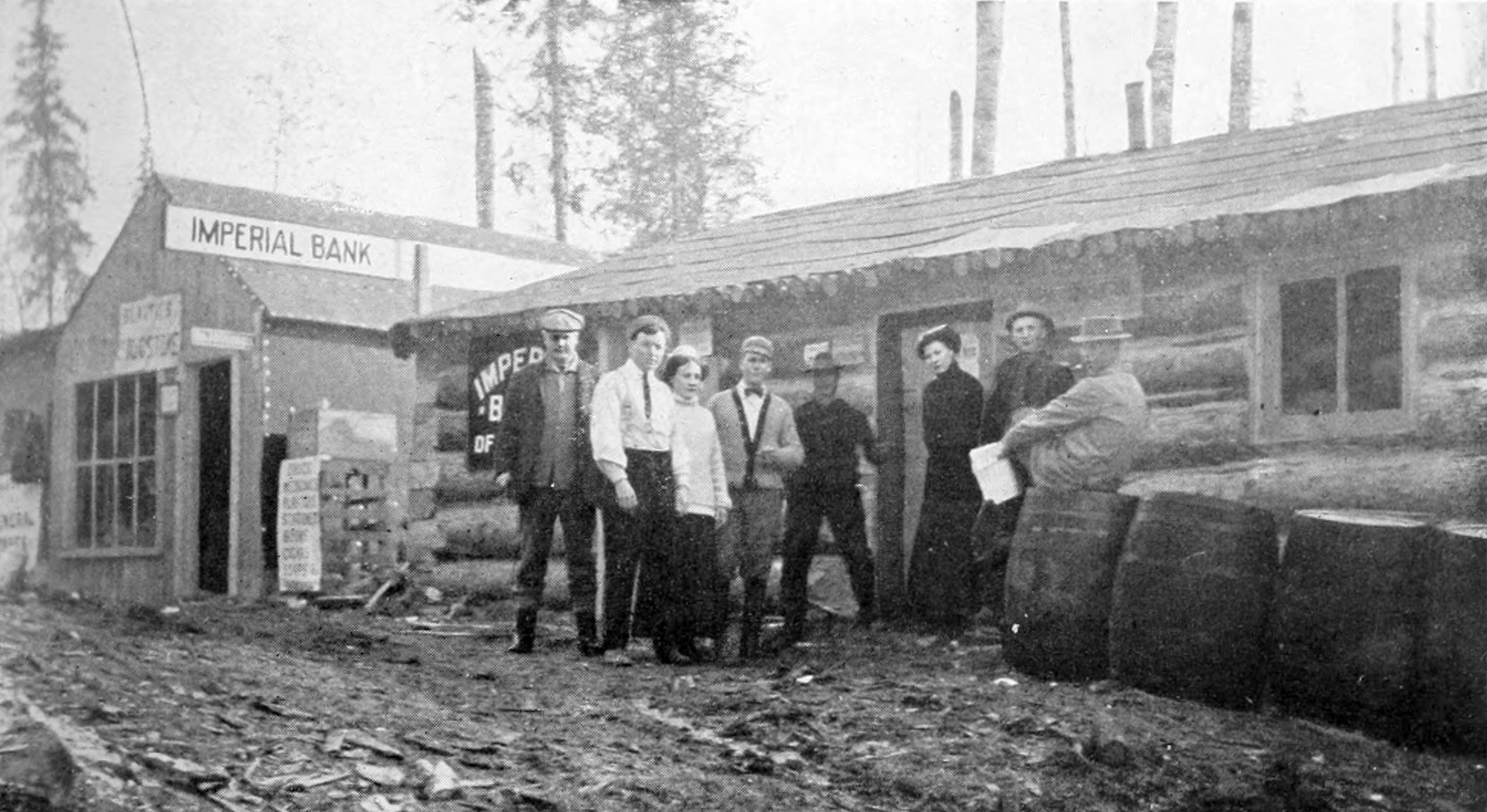
Imperial Bank em Gowganda, Ontário, 1910